# 朝井彩加
朝井 彩加（あさい あやか、1992年5月11日 - ）は、日本の声優、女優。インテンション所属。静岡県出身。

## 来歴
声優を目指したきっかけは小さい頃から兄たちと一緒にアニメを見てきたことで、演技を真似するうちに声優の仕事を意識するようになった。
高校一年生の夏休み期間に複数の専門学校に体験入学して、最終的にアミューズメントメディア総合学院への入学を決意した。
2013年1月1日より青年座映画放送に所属。同年、アミューズメントメディア総合学院東京校を卒業、および声優活動を開始し、『私がモテないのはどう考えてもお前らが悪い!』で自身初のレギュラー出演。
2015年、『新妹魔王の契約者』の成瀬澪役で初のヒロイン役を務める。
2017年5月に青年座映画放送を退所し、その後はフリーで活動。10月より東映撮影所に所属。
2020年8月にインテンションへの移籍を報告した。

## 人物
趣味は犬と遊ぶこと、コンビニの新作スイーツ探し。特技はマッサージ、水泳、チューバ。
好きなものはチョコレート、クレーンゲーム、男性の鎖骨。特にUFOキャッチャーは特技に近い。
キュウリに強いこだわりを持つ。

## 出演
太字はメインキャラクター。

### テレビアニメ
2013年
- 私がモテないのはどう考えてもお前らが悪い!（岡田茜、女子生徒、握手会スタッフ、小学生ギャル、女性アナウンサー）
- ミュウツー 〜覚醒への序章（プロローグ）〜（バージルのグレイシア）

2014年
- わしも WASIMO（まさお ）
- M3〜ソノ黒キ鋼〜（スタッフ）
- 金田一少年の事件簿R（桃山灯）
- カリメロ（2014年 - 2016年、カリメロ）
- selector spread WIXOSS（女子生徒、少女）
- グリザイアの果実（ピアノの教師）
- まじっく快斗1412（女子生徒A、添乗員のお姉さん）

2015年
- 新妹魔王の契約者（成瀬澪） - 2シリーズ
- 四月は君の嘘（女性）
- 聖剣使いの禁呪詠唱（親衛隊）
- アルスラーン戦記（パルス国民）
- 響け！ユーフォニアム（2015年 - 2024年、加藤葉月） - 3シリーズ
- トリアージX（藤野の娘）
- ジョジョの奇妙な冒険（2015年 - 2023年、女、美那子、ピノキオ） - 3シリーズ
- 銀魂゜（嬢）
- 温泉幼精ハコネちゃん（亜季、店員〈女〉）
- DIABOLIK LOVERS MORE,BLOOD（ジャスティン）

2016年
- 僕だけがいない街（女子A、児相の女、ラジオの声）
- 亜人（幼い圭、キャスター、女性キャスター） - 2シリーズ
- 最弱無敗の神装機竜（女生徒B）
- くまみこ（将太 ）
- アイカツスターズ!（2016年 - 2018年、桜庭ローラ ） - 2シリーズ
- 魔法つかいプリキュア!（2016年 - 2025年、並木ゆうと） - 2シリーズ
- バトルスピリッツ ダブルドライブ（トワ）
- 91Days（アンジェロ・ラクーザ〈幼少期〉）
- 一人之下 the outcast（柳妍妍 ）
- 斉木楠雄のΨ難（2016年 - 2018年、女優、子供、女性A 、通行人、少年 他） - 2シリーズ
- 逆転裁判 〜その「真実」、異議あり!〜（2016年 - 2018年、華宮霧緒） - 2シリーズ
- モンスターハンター ストーリーズ RIDE ON（2016年 - 2018年、ミル、メラルーA）
- TRICKSTER -江戸川乱歩「少年探偵団」より-（赤城めいこ）
- Occultic;Nine -オカルティック・ナイン-（キタヤサエコ）

2017年
- ガヴリールドロップアウト（女子）
- クズの本懐（あゆみ）
- 風夏（女子生徒）
- スクールガールストライカーズ Animation Channel（降神陽奈）
- 昭和元禄落語心中 -助六再び篇-（小雪）
- 機動戦士ガンダム 鉄血のオルフェンズ（暁）
- カブキブ!（三輪山梨里）
- アイドルマスター シンデレラガールズ劇場（2017年 - 2019年、早坂美玲） - 4シリーズ
- ノラと皇女と野良猫ハート（反田ノラ）
- ナイツ&マジック（イサドラ・アダリナ・クシェペルカ）
- 異世界食堂（アーリウス）
- クジラの子らは砂上に歌う（キチャ、マツバ）
- お酒は夫婦になってから（白石結、みかん、バナーナ、テレビ音声、マトリョーシカ）
- いぬやしき（犬屋敷剛史）
- 魔法使いの嫁（2017年 - 2018年、アルシア）
- ドリフェス!R（ファン、司会者、少年、女性）
- Just Because!（夏目美奈）
- クラシカロイド（カロリーヌ）

2018年
- 三ツ星カラーズ（ののか）
- 宇宙よりも遠い場所（ユリ）
- 学園ベビーシッターズ（根津末吉）
- ゴールデンカムイ（2018年 - 2023年、オソマ） - 3シリーズ
- ソードアート・オンライン オルタナティブ ガンゲイル・オンライン（2018年 - 2024年、エヴァ / 新渡戸咲） - 2シリーズ
- ハイスクールD×D HERO（ジャンヌ）
- レイトン ミステリー探偵社 〜カトリーのナゾトキファイル〜（レオ）
- 覇穹 封神演義（鄧蝉玉）
- 転生したらスライムだった件（2018年 - 2024年、ケンヤ / 少年） - 3シリーズ
- となりの吸血鬼さん（メイドA）

2019年
- かぐや様は告らせたい〜天才たちの恋愛頭脳戦〜（2019年 - 2023年、巨瀬エリカ、生徒） - 3シリーズ + 特別編
- えんどろ〜!（妖精）
- アイカツフレンズ!（羽原真実子） - 2シリーズ
- この音とまれ!（真白） - 2シリーズ
- 消滅都市（ソウマ）
- フルーツバスケット（生徒会役員）
- ダンベル何キロ持てる?（案内係、司会、司会者）
- とある科学の一方通行（鷹田杳子）
- ギヴン（笠井朱乃）
- 魔入りました!入間くん（2019年 - 2023年、ウァラク・クララ、モラクス・モモノキ） - 3シリーズ
- 神田川JET GIRLS（2019年 - 2020年、環楓花、イルカ）
- ハイスコアガールII（マユマユ）
- 炎炎ノ消防隊（2019年 - 2025年、リサ漁辺 / フィーラー） - 3シリーズ
- アイカツオンパレード!（2019年 - 2020年、桜庭ローラ、羽原真実子）

2020年
- pet（悟〈幼少期〉、瞳の友人）
- はてな☆イリュージョン（加藤眞美、男子A）
- カードファイト!! ヴァンガード（子供）
- アラド:逆転の輪（少年、ジェンヌ）
- あひるの空（幼少期の白石）
- 最響カミズモード!（2020年 - 2021年、男子生徒、永遠井ライト）

2021年
- WIXOSS DIVA(A)LIVE（チームメイトB）
- プレイタの傷（少年）
- ひぐらしのなく頃に業（補習学生）
- ふしぎ駄菓子屋 銭天堂（等々力まどか）
- 無職転生 〜異世界行ったら本気だす〜（クルト） - 2シリーズ
- 戦闘員、派遣します!（警官）
- SSSS.DYNAZENON（金江） - 2023年に劇場総集編公開
- Vivy -Fluorite Eye's Song-（垣谷ユイ）
- 現実主義勇者の王国再建記（2021年 - 2022年、ユノ） - 2シリーズ
- 吸血鬼すぐ死ぬ（2021年 - 2023年、萩野真） - 2シリーズ
- 闘神機ジーズフレーム（ルア）

2022年
- しまじろうのわお!（2022年 - 2024年、店員）
- 錆色のアーマ-黎明-（少年 ルシオ）
- ブラック★★ロックシューター DAWN FALL（モニカ）
- くノ一ツバキの胸の内（アザミ）
- 黒の召喚士（カルナ）
- 陰の実力者になりたくて!（2022年 - 2023年、ゼータ） - 2シリーズ

2023年
- クールドジ男子（店員、クラスメイト）
- ぷにるんず（らんるん〈るん〉）
- 僕の心のヤバイやつ（2023年 - 2024年、小林ちひろ） - 2シリーズ
- 贄姫と獣の王（少年グレイプニル）
- アンデッドガール・マーダーファルス（アリス・ラピッドショット）
- Helck（エリーユ姫）
- とあるおっさんのVRMMO活動記（ノーラ）
- 君のことが大大大大大好きな100人の彼女（2023年 - 2025年、薬膳楠莉） - 2シリーズ

2024年
- 怪異と乙女と神隠し（赤根珠緒）
- パーティーから追放されたその治癒師、実は最強につき（ライラ）
- 七つの大罪 黙示録の四騎士（プニシバル）

2025年
- 青の祓魔師 終夜篇（ミカエラ・ネイガウス）
- ロックは淑女の嗜みでして（ジュナ）
- プリンセッション・オーケストラ（タマゴ）

### 劇場アニメ
2010年代
- 劇場版 ゆうとくんがいく（2014年、少年A、女子A）
- 亜人 -衝動- / -衝突-（2015年 - 2016年、幼い圭、女性キャスター）
- ラブライブ!The School Idol Movie（2015年）
- 映画 魔法つかいプリキュア! 奇跡の変身!キュアモフルン!（2016年、店員）
- 劇場版アイカツスターズ!（2016年、桜庭ローラ）
- 劇場版 響け！ユーフォニアムシリーズ（2016年 - 2023年、加藤葉月） - 5作品
- 劇場版 ソードアート・オンライン -オーディナル・スケール-（2017年）
- えんぎもん（2018年、天野川大和）
- HELLO WORLD（2019年、女子生徒）

2020年代
- デジモンアドベンチャー LAST EVOLUTION 絆（2020年、井ノ上京）
- モンスターストライク THE MOVIE ルシファー 絶望の夜明け（2020年、ミカエル）
- 竜とそばかすの姫（2021年）
- アイの歌声を聴かせて（2021年、増田）
- 機動戦士ガンダム ククルス・ドアンの島（2022年、カツ・ハウィン、バーバラ）
- デジモンアドベンチャー02 THE BEGINNING（2023年、井ノ上京）

・映画ギヴン 海へ(2024年、笠井)

### OVA
- ムシブギョー（2014年、武士の子供A） - 「常住戦陣!!ムシブギョー」単行本第15巻OVA付き特別版
- 響け！ユーフォニアム「かけだすモナカ」（2015年、加藤葉月） - 第1期Blu-ray第7巻収録番外編
- 機動戦士ガンダム THE ORIGIN（2018年、カツ） - 2019年に再編集作品『THE ORIGIN 前夜 赤い彗星』テレビ放送
- 神田川JET GIRLS ここから始まる東京ガールズプロモーション（2020年、環楓花、イルカ[76]）
- 転生したらスライムだった件（2020年、ケンヤ） - 漫画版第14 - 16巻OAD付き限定版
- ストライク・ザ・ブラッド IV（2020年、天瀬優乃[109]）
- かぐや様は告らせたい?〜天才たちの恋愛頭脳戦〜（2021年、巨瀬エリカ） - コミックス第22巻OVA付き同梱版

### Webアニメ
2010年代
- モンソニ! ダルタニャンのアイドル宣言（2017年、ミカエル）
- A.I.C.O. Incarnation（2018年、島田菜穂）
- モンスターストライク（2018年、ミカエル）

2020年代
- オルタード・カーボン:リスリーブド（2020年、ホリー・トグラム）
- アイドルマスター シンデレラガールズ劇場 Extra Stage（2021年、早坂美玲）
- CINDERELLA GIRLS 10th Anniversary Celebration Animation ETERNITY MEMORIES（2022年、早坂美玲）
- かげじつ！（2022年 - 2023年、ゼータ）
- 伊藤潤二『マニアック』（2023年、引摺ヒトシ）
- ツイヤバ（2023年、小林ちひろ）

### ゲーム
2012年
- 英雄伝説 零の軌跡 Evolution

2013年
- CONCEPTIONII 七星の導きとマズルの悪夢（ルーシア）

2014年
- 消滅都市（ソウマ、ツキ）
- スクールガールストライカーズ（降神陽奈）
- 不思議の幻想郷3（豊聡耳神子、モブ河童B）

2015年
- 乖離性ミリオンアーサー（神装型アロンダイト、神話型ヘイムダル、逆行型モードレッド）
- 家電少女（のぼせ、ナズナ、いつき、さつき）
- かんぱに☆ガールズ（ヒナノ・ナス、ヤーイー・ツィイー、ヴィルナ・カフィ）
- 絶対迎撃ウォーズ（シノ）
- 不思議の幻想郷 -THE TOWER OF DESIRE-（豊聡耳神子、モブ河童B）
- メタルギアソリッドV ファントムペイン（兵士、その他）
- 物部布都と7つの試練（豊聡耳神子）

2016年
- アイカツスターズ! ファーストアピール（桜庭ローラ）
- アイカツスターズ! Myスペシャルアピール（桜庭ローラ）
- アイカツ! フォトonステージ!!（桜庭ローラ）
- クイズRPG 魔法使いと黒猫のウィズ（ミルドレッド・ルーディア、スバル・マスグレイブ）
- ドラゴンクエストビルダーズ アレフガルドを復活せよ（女主人公）
- 編隊少女 -フォーメーションガールズ-（ナディア・トルスタヤ）
- モンスターハンター ストーリーズ（助手イチビッツ）
- 遊戯王 デュエルリンクス（スタンダードデュエリスト）

2017年
- アイドルマスター シンデレラガールズ（2017年 - 2024年、早坂美玲） - 2作品
- エンドライド -X fragments-（ルナ）
- おどりたが〜る! -祭り短し踊れよ乙女-（松永一葉）
- パズルオブエンパイア（2017年 - 2018年、マンサ･ムーサ、足利尊氏、夏侯惇）
- 白猫プロジェクト（ハリエット・ハリス）
- 天華百剣 -斬-（謙信兼光）

2018年
- D×2 真・女神転生 リベレーション（羽原有紗）
- 世紀末デイズ（雨乃ヒカル、白金光）

2019年
- 荒野のコトブキ飛行隊 大空のテイクオフガールズ!（フィオ）
- キングスレイド（グレンウィス）
- AFTERLOST - 消滅都市（ソウマ）
- モンスターストライク（2019年 - 2023年、Angely Diva〈ミカエル〉）
- 不思議の幻想郷 -ロータスラビリンス-（豊聡耳神子 他）
- 東方キャノンボール（ミスティア・ローレライ）
- エンゲージプリンセス（メリンダ）
- ドラガリアロスト（シーリス）

2020年
- 神田川JET GIRLS（環楓花）
- 黒騎士と白の魔王（カーミラ、ククリ）

2021年
- アイドルマスター ポップリンクス（早坂美玲）
- アニマエ・アルケー（斬悦、旺亥）
- Shadowverse（早坂美玲）
- DCスーパーヒーローガールズ ティーンパワー（キャットウーマン / セリーナ・カイル）

2022年
- 陰の実力者になりたくて！マスターオブガーデン（2022年 - 2024年、ゼータ）
- 狼ゲームアナザー（神木リツ）

2023年
- takt op. 運命は真紅き旋律の街を（こうもり）

2024年
- モンソニ!（ミカエル）
- ゼンレスゾーンゼロ（ルーシー）
- ガーディアンテイルズ（エステル）

### ドラマCD
- 響け！ユーフォニアムシリーズ（2015年 - 2021年、加藤葉月） - 2作品[147][148]
- 劇場版アイカツスターズ! オリジナルドラマCD（2017年、桜庭ローラ）
- TVアニメ/データカードダス『アイカツ!』&『アイカツスターズ!』スペシャルドラマCD（2018年、桜庭ローラ）
- 高嶺と花 単行本第13巻ドラマCD付き限定版（2019年、小川水希）
- アークナイツ 3周年記念ドラマCD「ウルサスの子供たち」（2023年、リェータ）

### 吹き替え

#### 担当女優
ジョセフィン・ラングフォード
- アフターシリーズ（テッサ・ヤング）
  - アフター
  - アフター -壊れる絆-

- モキシー 〜私たちのムーブメント〜（エマ）

#### 映画
- 愛と哀しみの旅路（ミニ・マクギャン〈エリザベス・ギリアム〉）※Disney+版
- イップ・マン 完結（ルオナン〈ヴァンダ・マーグラフ〉）
- KRAMPUS（ベス）
- ゲームメイカー 消えたジグソーパズルと巨大迷路の秘密（アナンシアシオン〈ミーガン・シャルパンティエ〉）
- コンビニ・ウォーズ バイトJK VS ミニナチ軍団（コリーン・コレット〈リリー＝ローズ・デップ〉）
- ジェントルメン（ローラ〈エリオット・サムナー〉[149]）
- ジョーズ2（ジャッキー〈ドナ・ウィルクス〉[150]）※BSテレ東版
- 死霊のはらわた ライジング（キャシー[151]）※Netflix版
- スイートガール（レイチェル・クーパー〈イザベラ・メルセード〉）
- スケアリーストーリーズ 怖い本（ステラ〈ゾーイ・マーガレット・コレッティ〉[152]）
- スノーホワイト/氷の王国（少女ピッパ〈アメリア・クラウチ〉、ピッパ〈ソフィー・クックソン〉）
- ゾンビーズ2（ウィンター）
- TALK TO ME／トーク・トゥ・ミー（ミア〈ソフィー・ワイルド〉[153]）
- トラップ（ライリー〈アリエル・ドノヒュー〉[154]）
- 8月の家族たち（ジーン・フォーダム〈アビゲイル・ブレスリン〉）
- ビフォア・ミッドナイト（エラ）
- ブロークン・ハート・ギャラリー（アマンダ〈モリー・ゴードン〉[155]）
- ライダーズ・オブ・ジャスティス（マチルデ・ハンセン〈アンドレア・ハイク・ガデベルグ〉[156]）
- ロスト・バケーション（クロエ〈セドナ・レッグ〉）
- アーミー・オブ・シーブズ（コリーナ・ドミンゲス〈ルビー・O・フィー〉）
- ハード・ヒット 発信制限（イ・ヘイン〈イ・ジェイン〉）
- ロードハウス/孤独の街（エリー〈ダニエラ・メルシオール〉）
- フォールガイ（イギー〈テリーサ・パーマー〉[157]）
- ノスフェラトゥ（エレン・ハッター〈リリー＝ローズ・デップ〉）

#### ドラマ
- 社内お見合い（シン・ハリ〈キム・セジョン〉）
- アフェア〜情事の行方〜（トレヴァー）
- アメリカン・ホラー・ストーリー:ホテル（ホールデン・ロウ、マデリン、ヴェンデラ、レン、ティナ）
- 今、私たちの学校は…（チェ・ナムラ〈チョ・イヒョン〉[158]）
- インスティンクト -異常犯罪捜査- シーズン2（アレックス〈ヘイリー・マーフィー〉）
- Lの世界 ジェネレーションQ（アンジー〈ジョーダン・ハル〉）
- グッド・ドクター 名医の条件（スティーヴ・マーフィー〈ディラン・キングウェル〉）
- グランド・アーミー（グレース〈ケアラ・グレイブス〉）
- ザ・ワイルズ 〜孤島に残された少女たち〜（リア〈サラ・ピジョン〉）
- CSI:13 科学捜査班 #18（ミランダ・バーンズ）
- 死霊のはらわた リターンズ（ルーシー、人形、ヘザー）
- 刑事モース〜オックスフォード事件簿〜 #7（バンディ・グロソップ）, #11（アイーシャ）
- スクリーム・クイーンズ（メラニー、ココ、サラ、子供ヘスター）
- ストーカー 犯罪特捜班 #3（カーラ）
- スリーピー・ホロウ シーズン2（サラ、少女アビー）
- Zネーション（レイチェル、メグ、ルーシー）
- ドクター異邦人（ソン・ジェヒ / ハン・スンヒ〈チン・セヨン〉）
- パッセージ（エイミー・ベラフォンテ〈サナイヤ・シドニー〉）
- バトル・クリーク 格差警察署 #3（マックス）
- ベイツ・モーテル
- HOSTAGES ホステージ（ソーヤ）
- ナース・ジャッキー6 #12（アンドリュー）
- マジシャンズ（フェン〈ブリタニー・カラン〉）
- 未来の大統領の日記（メリッサ〈サナイ・ヴィクトリア〉）
- ユートピア/UTOPIA（英語版）（ベッキー）
- LOVE ラブ（アーリヤ、ヘイリー）
- リゾーリ&アイルズ6 #15（ヘイリー）
- レジェンド・オブ・トゥモロー シーズン4（少女ノラ）
- LOW&ORDER UK シーズン3 #11（アンナ）
- アンという名の少女 シーズン3（ウィニフレッド・ローズ）
- Love,ヴィクター（レイク・メリウェザー〈ベベ・ウッド〉）
- キャンプ・キキワカ（キット）
- 私たちの青い夏（テイラー〈レイン・スペンサー〉）

#### アニメ
- グリンチ（フーの子供1[159]）
- コウノトリ大作戦!（兄）
- パグ・パグ・アドベンチャー（ローリー[160]）
- DCスーパーヒーロー・ガールズ（キャットウーマン / セリーナ）
- マジックハンター:ダニエル・スペルバウンド（シャキラ）
- 万聖街（2022年、ニック〈マイナスエネルギー〉）

### ラジオ
※はインターネット配信。
- 響け!ユーフォラジオ（2015年、音泉※）[161]
- 安済知佳と朝井彩加のふたりはシンパシー!（2016年 - 2017年、ニコニコ生放送※）[162]
- 響け!ユーフォラジオ2〜（2016年 - 2017年、音泉※）
- 内山夕実 朝井彩加のドラガリアロスト ラジオのお庭  (2019年4月 - 、文化放送)

### テレビドラマ
- ラスト・ドクター〜監察医アキタの検死報告〜 第7話（2014年8月29日）[163]

### テレビ番組
※はインターネット配信。
- アニメマシテ（テレビ東京：2015年7月27日、8月3日）MC
- あやかのあやかによるあやかのためのニコ生「あやかRe!」[164]（2016年5月26日 - 、ニコニコ生放送※）

### 実写映画
- ガッチャマン（2013年8月24日、監督：佐藤東弥、東宝）本部無線、アナウンス[165]
- 銀の匙 Silver Spoon（2014年、監督：吉田恵輔）

### その他コンテンツ
- A-koe あまあま 音声ドラマ（2016年、原美咲）[166]
- 青春失格男と、ビタースイートキャット。ヒロインボイス（2018年、西條理々[167]）
- キミとアイドルプリキュア♪ ドリームステージ♪（2025年7月 - 2026年3月予定、バッサリーナ[168]）

## ディスコグラフィ

### キャラクターソング
| 発売日   | 商品名                                                                                                 | 歌 | 楽曲                                                                        | 備考                                                                                 |
| 2015年   | 2015年                                                                                                 | 2015年 | 2015年                                                                      | 2015年                                                                               |
| -------- | --- | --- | --------------------------------------------------------------------------- | ------------------------------------------------------------------------------------ |
| 3月4日   | 新妹魔王の契約者 臨界突破の絶頂音楽集                                                                  | 成瀬澪（朝井彩加） | 「ビコーズ」                                                                | テレビアニメ『新妹魔王の契約者』関連曲                                               |
| 3月25日  | 新妹魔王の契約者 臨界突破の悦楽音楽集                                                                  | 成瀬澪（朝井彩加）、成瀬万理亜（福原香織）                                                                             | 「Dear My Darling」                                                         | テレビアニメ『新妹魔王の契約者』関連曲                                               |
| 5月13日  | トゥッティ！                                                                                           | 北宇治カルテット | 「トゥッティ！」                                                            | テレビアニメ『響け!ユーフォニアム』エンディングテーマ                                |
| 5月13日  | トゥッティ！                                                                                           | 北宇治カルテット | 「ベルアップ！」                                                            | テレビアニメ『響け！ユーフォニアム』関連曲                                           |
| 7月8日   | 響け！ユーフォニアム キャラクターソング vol.2 加藤葉月                                                 | 加藤葉月（朝井彩加）                                                                                                   | 「Hyper tune♪」 「Little-Note」                                             | テレビアニメ『響け！ユーフォニアム』関連曲                                           |
| 2017年   | | |                                                                             |                                                                                      |
| 11月2日  | ヴィヴァーチェ！                                                                                       | 北宇治カルテット | 「ヴィヴァーチェ！」                                                        | テレビアニメ『響け！ユーフォニアム2』エンディングテーマ                              |
| 11月2日  | ヴィヴァーチェ！                                                                                       | 北宇治カルテット | 「LINK UP!!!」                                                              | テレビアニメ『響け！ユーフォニアム2』関連曲                                          |
| 11月1日  | THE IDOLM@STER CINDERELLA GIRLS LITTLE STARS! Blooming Days                                            | 安部菜々（三宅麻理恵）、五十嵐響子（種﨑敦美）、緒方智絵里（大空直美）、道明寺歌鈴（新田ひより）、早坂美玲（朝井彩加） | 「Blooming Days」                                                           | テレビアニメ『アイドルマスター シンデレラガールズ劇場』エンディングテーマ            |
| 11月1日  | THE IDOLM@STER CINDERELLA GIRLS LITTLE STARS! Blooming Days                                            | 早坂美玲（朝井彩加）                                                                                                   | 「Blooming Days」                                                           | テレビアニメ『アイドルマスター シンデレラガールズ劇場』関連曲                        |
| 2018年   | | |                                                                             |                                                                                      |
| 4月18日  | THE IDOLM@STER CINDERELLA GIRLS STARLIGHT MASTER 16 ∀NSWER                                             | 早坂美玲（朝井彩加）、森久保乃々（高橋花林）、星輝子（松田颯水）                                                       | 「∀NSWER（M@STER VERSION）」                                                | ゲーム『アイドルマスター シンデレラガールズ スターライトステージ』関連曲             |
| 7月3日   | - | 早坂美玲（朝井彩加）                                                                                                   | 「お願い！シンデレラ 」                                                     | ゲーム『アイドルマスター シンデレラガールズ スターライトステージ』関連曲             |
| 8月17日  | スクールガールストライカーズ 〜トゥインクルメロディーズ〜 Melody Collection Vol.2                      | 上月真央（鷲見友美ジェナ）、降神陽奈（朝井彩加）                                                                       | 「キミ、ボク、恋してる！」                                                  | ゲーム『スクールガールストライカーズ 〜トゥインクルメロディーズ〜』関連曲            |
| 8月22日  | THE IDOLM@STER CINDERELLA GIRLS STARLIGHT MASTER 20 リトルリドル                                       | 双葉杏（五十嵐裕美）、城ヶ崎莉嘉（山本希望）、二宮飛鳥（青木志貴）、白坂小梅（桜咲千依）、早坂美玲（朝井彩加）         | 「リトルリドル（M@STER VERSION）」                                          | ゲーム『アイドルマスター シンデレラガールズ スターライトステージ』関連曲             |
| 8月29日  | ソードアート・オンライン オルタナティブ ガンゲイル・オンライン BD・DVD第3巻特典CD                      | SHINC | 「FIGHT」                                                                   | テレビアニメ『ソードアート・オンライン オルタナティブ ガンゲイル・オンライン』関連曲 |
| 2019年   | | |                                                                             |                                                                                      |
| 4月17日  | 百華繚乱                                                                                               | あざ丸（木野双葉）、謙信兼光（朝井彩加）、児手柏包永withぽこ太・ぽこ助・ぽこ美（田中あいみ）                           | 「ふりそでんぐりがえし」                                                    | ゲーム『天華百剣 -斬-』関連曲                                                        |
| 7月17日  | THE IDOLM@STER CINDERELLA GIRLS STARLIGHT MASTER 30 ガールズ・イン・ザ・フロンティア                   | 渋谷凛（福原綾香）、早坂美玲（朝井彩加）、木村夏樹（安野希世乃）、小日向美穂（津田美波）、塩見周子（ルゥティン）       | 「ガールズ・イン・ザ・フロンティア（M@STER VERSION）」                      | ゲーム『アイドルマスター シンデレラガールズ スターライトステージ』関連曲             |
| 9月2日   | THE IDOLM@STER CINDERELLA GIRLS 7thLIVE TOUR Special 3chord♪ Comical Pops! 会場オリジナルCD            | 早坂美玲（朝井彩加）                                                                                                   | 「∀NSWER（M@STER VERSION）」                                                | ゲーム『アイドルマスター シンデレラガールズ スターライトステージ』関連曲             |
| 11月8日  | THE IDOLM@STER CINDERELLA GIRLS 7thLIVE TOUR Special 3chord♪ Funky Dancing! 会場オリジナルCD           | 早坂美玲（朝井彩加）                                                                                                   | 「リトルリドル（M@STER VERSION）」                                          | ゲーム『アイドルマスター シンデレラガールズ スターライトステージ』関連曲             |
| 2020年   | | |                                                                             |                                                                                      |
| 3月18日  | THE IDOLM@STER CINDERELLA GIRLS STARLIGHT MASTER 37 Needle Light                                       | 早坂美玲（朝井彩加）                                                                                                   | 「RAGE OF DUST」                                                            | ゲーム『アイドルマスター シンデレラガールズ スターライトステージ』関連曲             |
| 3月25日  | 神田川JET GIRLS BD・DVD第3巻特典CD                                                                     | 翠田いのり（内田彩）、環楓花（朝井彩加）                                                                               | 「水鏡-Dive Into You-」                                                     | テレビアニメ『神田川JET GIRLS』関連曲                                                |
| 4月22日  | THE IDOLM@STER CINDERELLA MASTER 055 早坂美玲                                                          | 早坂美玲（朝井彩加）                                                                                                   | 「Claw My Heart」                                                           | ゲーム『アイドルマスター シンデレラガールズ』関連曲                                  |
| 5月20日  | 魔入りました！入間くん ミュージックコレクション 悪MAX!!!                                               | 仲良し満タン！ウァラク一家（朝井彩加）                                                                                 | 「クララランド〜奇跡のちゅちゅちゅ〜」                                      | テレビアニメ『魔入りました！入間くん』挿入歌                                         |
| 10月7日  | THE IDOLM@STER CINDERELLA GIRLS Live Broadcast 24magic 〜シンデレラたちの24時間生放送！〜 オリジナルCD | 早坂美玲（朝井彩加）                                                                                                   | 「ガールズ・イン・ザ・フロンティア（M@STER VERSION）」                      | ゲーム『アイドルマスター シンデレラガールズ スターライトステージ』関連曲             |
| 12月23日 | 荒野のコトブキ飛行隊 大空のテイクオフガールズ！ チームソングミニアルバム                               | ゲキテツ一家 | 「JIN」                                                                     | ゲーム『荒野のコトブキ飛行隊 大空のテイクオフガールズ！』関連曲                      |
| 2021年   | | |                                                                             |                                                                                      |
| 7月21日  | 百華繚乱 参                                                                                            | 小豆長光（新田ひより）、謙信兼光（朝井彩加）、武蔵正宗（美波わかな）                                                   | 「揺らして！お月見ナイト」                                                  | ゲーム『天華百剣 -斬-』関連曲                                                        |
| 8月1日   | デジモンアドベンチャー02 ベストパートナー「絆」③井ノ上 京&ホークモン                                   | 井ノ上京（朝井彩加）                                                                                                   | 「スペインより愛とかこめて!」                                               | 劇場アニメ『デジモンアドベンチャー LAST EVOLUTION 絆』関連曲                         |
| 8月1日   | デジモンアドベンチャー02 ベストパートナー「絆」③井ノ上 京&ホークモン                                   | 井ノ上京（朝井彩加）、ホークモン（遠近孝一）                                                                           | 「バラバラバランス」                                                        | 劇場アニメ『デジモンアドベンチャー LAST EVOLUTION 絆』関連曲                         |
| 9月1日   | 魔入りました！入間くん ミュージックコレクション 悪MAX!!! Vol.2                                         | ウァラク一家（朝井彩加）                                                                                               | 「魔イ魔イティーチャー」 「ガヤガヤ森はスーパー魔ーけっと」                 | テレビアニメ『魔入りました！入間くん』第2シリーズ挿入歌                              |
| 9月1日   | 魔入りました！入間くん ミュージックコレクション 悪MAX!!! Vol.2                                         | ウァラク・クララ（朝井彩加）                                                                                           | 「クララの子守唄」                                                          | テレビアニメ『魔入りました！入間くん』第2シリーズ挿入歌                              |
| 2022年   | | |                                                                             |                                                                                      |
| 6月29日  | THE IDOLM@STER CINDERELLA GIRLS STARLIGHT MASTER R/LOCK ON! 06 Demolish                                | 早坂美玲（朝井彩加）                                                                                                   | 「REVENGE」                                                                 | ゲーム『アイドルマスター シンデレラガールズ スターライトステージ』関連曲             |
| 7月6日   | くノ一ツバキの胸の内 あかね組音楽集                                                                    | スミレ（ファイルーズあい）、アザミ（朝井彩加）、タンポポ（井上ほの花）                                                 | 「あかね組活動日誌 ～酉班～」                                               | テレビアニメ『くノ一ツバキの胸の内』エンディングテーマ                               |
| 7月6日   | くノ一ツバキの胸の内 あかね組音楽集                                                                    | あかね組ねうしとらうたつみうまひつじさるとりいぬい                                                                     | 「あかね組活動日誌 ～ねうしとらうたつみうまひつじさるとりいぬい大集合！～」 | テレビアニメ『くノ一ツバキの胸の内』エンディングテーマ                               |
| 8月3日   | THE IDOLM@STER CINDERELLA GIRLS STARLIGHT MASTER R/LOCK ON! 07 ストリート・ランウェイ                  | 砂塚あきら（富田美憂）、早坂美玲（朝井彩加）、堀裕子（鈴木絵理）、多田李衣菜（青木瑠璃子）、二宮飛鳥（青木志貴）       | 「ストリート・ランウェイ（M@STER VERSION）」                                | ゲーム『アイドルマスター シンデレラガールズ スターライトステージ』関連曲             |
| 8月3日   | THE IDOLM@STER CINDERELLA GIRLS STARLIGHT MASTER R/LOCK ON! 07 ストリート・ランウェイ                  | 早坂美玲（朝井彩加）                                                                                                   | 「ストリート・ランウェイ（M@STER VERSION）」                                | ゲーム『アイドルマスター シンデレラガールズ スターライトステージ』関連曲             |
| 9月28日  | THE IDOLM@STER CINDERELLA MASTER Cute jewelries! 004                                                   | 乙倉悠貴（中島由貴）、関裕美（会沢紗弥）、白菊ほたる（天野聡美）、早坂美玲（朝井彩加）、黒埼ちとせ（佐倉薫）           | 「チョコレート？レモネード？どっち??」 「認めてくれなくたっていいよ」       | ゲーム『アイドルマスター シンデレラガールズ』関連曲                                  |
| 9月28日  | THE IDOLM@STER CINDERELLA MASTER Cute jewelries! 004                                                   | 早坂美玲（朝井彩加）                                                                                                   | 「ambiguous」                                                               | ゲーム『アイドルマスター シンデレラガールズ』関連曲                                  |
| 11月30日 | Darling in the Night                                                                                   | 七陰 | 「Darling in the Night」                                                    | テレビアニメ『陰の実力者になりたくて!』エンディングテーマ                            |
| 2023年   | | |                                                                             |                                                                                      |
| 12月27日 | 大大大大大好きな君へ♡                                                                                  | 花園羽香里（本渡楓）、院田唐音（富田美憂）、好本静（長縄まりあ）、栄逢凪乃（瀬戸麻沙美）、薬膳楠莉（朝井彩加）         | 「大大大大大好きな君へ♡」                                                   | テレビアニメ『君のことが大大大大大好きな100人の彼女』オープニングテーマ              |
| 12月27日 | 大大大大大好きな君へ♡                                                                                  | 薬膳楠莉（朝井彩加）                                                                                                   | 「大大大大大好きな君へ♡」                                                   | テレビアニメ『君のことが大大大大大好きな100人の彼女』関連曲                          |
| 2024年   | | |                                                                             |                                                                                      |
| 1月17日  | THE IDOLM@STER CINDERELLA GIRLS STARLIGHT MASTER HEART TICKER! 02 Hardcore Toyworld                    | 砂塚あきら（富田美憂）、早坂美玲（朝井彩加）                                                                           | 「Hardcore Toyworld（M@STER VERSION）」                                     | ゲーム『アイドルマスター シンデレラガールズ スターライトステージ』関連曲             |
| 1月17日  | THE IDOLM@STER CINDERELLA GIRLS STARLIGHT MASTER HEART TICKER! 02 Hardcore Toyworld                    | 早坂美玲（朝井彩加）                                                                                                   | 「Hardcore Toyworld（M@STER VERSION）」                                     | ゲーム『アイドルマスター シンデレラガールズ スターライトステージ』関連曲             |
| 6月26日  | 音色の彼方                                                                                             | 北宇治カルテット | 「音色の彼方」                                                              | テレビアニメ『響け!ユーフォニアム3』エンディングテーマ                               |
| 8月28日  | 『響け！ユーフォニアム3』キャラクターソングシングル Vol.1                                              | 加藤葉月（朝井彩加）、川島緑輝（豊田萌絵）                                                                             | 「アンビシャス！」                                                          | テレビアニメ『響け!ユーフォニアム3』関連曲                                           |
| 2025年   | | |                                                                             |                                                                                      |
| 2月5日   | ありがと、大好きになってくれて                                                                         | 恋太郎ファミリー | 「ありがと、大好きになってくれて」                                          | テレビアニメ『君のことが大大大大大好きな100人の彼女』第2期オープニングテーマ         |
| 3月19日  | 恋太郎ファミリー歌謡祭                                                                                 | 薬膳楠莉（朝井彩加）                                                                                                   | 「ペン太郎の大！大！大冒険」                                                | テレビアニメ『君のことが大大大大大好きな100人の彼女』第2期挿入歌                     |

## ライブ・イベント

### 合同ライブ
| 出演日               | タイトル                                                                                          | 会場                                       |
| -------------------- | ------------------------------------------------------------------------------------------------- | ------------------------------------------ |
| 2017年5月13日・14日  | THE IDOLM@STER CINDERELLA GIRLS 5thLIVE TOUR Serendipity Parade!!! 宮城公演                       | セキスイハイムスーパーアリーナ（宮城県）   |
| 2017年8月13日        | THE IDOLM@STER CINDERELLA GIRLS 5thLIVE TOUR Serendipity Parade!!! さいたまスーパーアリーナ公演   | さいたまスーパーアリーナ（埼玉県）         |
| 2017年11月19日       | アイドルマスター シンデレラガールズ 6th Anniversary Memorial Party                                | 舞浜アンフィシアター（千葉県）             |
| 2018年9月8日・9日    | THE IDOLM@STER CINDERELLA GIRLS SS3A Live Sound Booth♪                                            | ヤマダグリーンドーム前橋（群馬県）         |
| 2018年11月11日       | THE IDOLM@STER CINDERELLA GIRLS 6thLIVE MERRY-GO-ROUNDOME!!! メットライフドーム公演               | メットライフドーム（埼玉県）               |
| 2018年12月1日・2日   | THE IDOLM@STER CINDERELLA GIRLS 6thLIVE MERRY-GO-ROUNDOME!!! ナゴヤドーム公演                     | ナゴヤドーム（愛知県）                     |
| 2019年8月31日        | Animelo Summer Live 2019 -STORY-                                                                  | さいたまスーパーアリーナ（埼玉県）         |
| 2019年10月20日       | バンダイナムコエンターテインメントフェスティバル                                                  | 東京ドーム（東京都）                       |
| 2020年2月15日・16日  | THE IDOLM@STER CINDERELLA GIRLS 7thLIVE TOUR Special 3chord♪ Glowing Rock!                        | 京セラドーム大阪（大阪府）                 |
| 2021年1月9日         | THE IDOLM@STER CINDERELLA GIRLS Broadcast & LIVE Happy New Yell!!!                                | 幕張メッセ国際展示場 1-3番ホール（千葉県） |
| 2021年11月27日・28日 | THE IDOLM@STER CINDERELLA GIRLS 10th ANNIVERSARY M@GICAL WONDERLAND TOUR!!! Celebration Land      | 幕張イベントホール（千葉県）               |
| 2022年4月2日         | THE IDOLM@STER CINDERELLA GIRLS 10th ANNIVERSARY M@GICAL WONDERLAND!!!                            | ベルーナドーム（埼玉県）                   |
| 2023年9月9日         | THE IDOLM@STER CINDERELLA GIRLS Shout out Live!!!                                                 | 愛知県国際展示場 ホールA（愛知県）         |
| 2024年9月1日         | Animelo Summer Live 2024 -Stargazer-                                                              | さいたまスーパーアリーナ（埼玉県）         |
| 2025年4月26日        | THE IDOLM@STER CINDERELLA GIRLS STARLIGHT STAGE 10th ANNIVERSARY TOUR Let’s AMUSEMENT!!! 東京公演 | 有明アリーナ（東京都）                     |